# Vīshlaq-e Soflá
Vīshlaq-e Soflá (persiska: ويشلقِ سفلى, ويشلَق پائين, ويشلَق سُفلا, Vīshlaq-e Pā’īn, ويشلَقِ سُفلَى, اَشَگَ وِشليَ) är en ort i Iran.   Den ligger i provinsen Västazarbaijan, i den nordvästra delen av landet, 600 km nordväst om huvudstaden Teheran. Vīshlaq-e Soflá ligger 1 036 meter över havet och antalet invånare är 377.
Terrängen runt Vīshlaq-e Soflá är kuperad österut, men västerut är den platt. Runt Vīshlaq-e Soflá är det ganska tätbefolkat, med 75 invånare per kvadratkilometer. Närmaste större samhälle är Khvoy, 12,5 km sydväst om Vīshlaq-e Soflá. Trakten runt Vīshlaq-e Soflá består i huvudsak av gräsmarker.